# Abierto Mexicano Telcel 2016
Mexican Open 2016 — професійний тенісний турнір, що проходив на відкритих кортах з твердим покриттям Princess Mundo Imperial в Акапулько (Мексика). Це був 23-й за ліком турнір серед чоловіків і 16-й - серед жінок. Належав до Туру ATP 2016 і Туру WTA 2016. Тривав з 22 до 27 лютого 2016 року.

## Призові очки і гроші

### Розподіл очок
| Дисципліна                 | П   | Ф   | ПФ  | ЧФ | 1/8 | 1/16 | Q   | Q3  | Q2  | Q1  |
| Одиночний розряд, чоловіки | 500 | 300 | 180 | 90 | 45  | 0    | 20  | Н/Д | 10  | 0   |
| Парний розряд, чоловіки    | 500 | 300 | 180 | 90 | 0   | Н/Д  | 45  | Н/Д | 25  | 0   |
| Одиночний розряд, жінки    | 280 | 180 | 110 | 60 | 30  | 1    | 18  | 14  | 10  | 1   |
| Парний розряд, жінки       | 280 | 180 | 110 | 60 | 1   | Н/Д  | Н/Д | Н/Д | Н/Д | Н/Д |

### Розподіл призових грошей
| Дисципліна                 | П        | Ф        | ПФ      | ЧФ      | 1/8     | 1/161  | Q3     | Q2     | Q1   |
| Одиночний розряд, чоловіки | $343,000 | $154,620 | $73,240 | $35,340 | $18,020 | $9,910 | Н/Д    | $1,115 | $615 |
| Парний розряд, чоловіки *  | $101,310 | $45,710  | $21,550 | $10,420 | $5,350  | Н/Д    | Н/Д    | Н/Д    | Н/Д  |
| Одиночний розряд, жінки    | $43,000  | $21,400  | $11,300 | $5,900  | $3,310  | $1,925 | $1,005 | $730   | $530 |
| Парний розряд, жінки *     | $12,300  | $6,400   | $3,435  | $1,820  | $960    | Н/Д    | Н/Д    | Н/Д    | Н/Д  |

1 Кваліфаєри отримують і призові гроші 1/16 фіналу

* на пару

## Учасники основної сітки в рамках чоловічого турніру

### Сіяні учасники
| Країна    | Гравець         | Рейтинг1 | Сіяний |
| --------- | --------------- | -------- | ------ |
| Іспанія   | Давид Феррер    | 6        | 1      |
| Японія    | Кей Нісікорі    | 7        | 2      |
| Хорватія  | Марин Чилич     | 12       | 3      |
| Австрія   | Домінік Тім     | 19       | 4      |
| Австралія | Бернард Томіч   | 20       | 5      |
| Хорватія  | Іво Карлович    | 26       | 6      |
| Болгарія  | Григор Димитров | 28       | 7      |
| Франція   | Жеремі Шарді    | 30       | 8      |

- 1 Рейтинг подано станом на 15 лютого 2016.

### Інші учасники
Нижче наведено учасників, які отримали вайлд-кард на участь в основній сітці:
- Lucas Gómez
- Tigre Hank
- Luis Patiño

Учасниця, що потрапила в основну сітку завдяки захищеному рентингові:
- Дмитро Турсунов

Нижче наведено гравців, які пробились в основну сітку через стадію кваліфікації:
- Тіємо де Баккер
- Тейлор Фріц
- Раян Гаррісон
- Томмі Пол

### Відмовились від участі
До початку турніру
- Кевін Андерсон → його замінив  Дуді Села
- Мілош Раоніч → його замінив  Дмитро Турсунов

### Знялись
- Іво Карлович (травма коліна)

## Учасники основної сітки в парному розряді

### Сіяні пари
| Країна    | Гравець               | Країна    | Гравець        | Рейтинг1 | Сіяний |
| --------- | --------------------- | --------- | -------------- | -------- | ------ |
| Колумбія  | Хуан Себастьян Кабаль | Колумбія  | Роберт Фара    | 50       | 1      |
| ПАР       | Равен Класен          | США       | Ражів Рам      | 54       | 2      |
| Австрія   | Александер Пея        | Німеччина | Філіпп Пецшнер | 63       | 3      |
| Філіппіни | Трет Х'юї             | Білорусь  | Макс Мирний    | 65       | 4      |

- 1 Рейтинг подано станом на 15 лютого 2016.

### Інші учасники
Нижче наведено учасників, які отримали вайлд-кард на участь в основній сітці:
- Джонатан Ерліх /  Колін Флемінг
- César Ramírez /  Мігель Ангел Реєс-Варела

Нижче наведено пари, що пробились в основну сітку через стадію кваліфікації:
- Тіємо де Баккер /  Робін Гаасе

## Учасниці основної сітки в рамках жіночого турніру

### Сіяні учасниці
| Країна          | Гравчиня               | Рейтинг1 | Сіяна |
| --------------- | ---------------------- | -------- | ----- |
| Білорусь        | Вікторія Азаренко      | 15       | 1     |
| США             | Слоун Стівенс          | 24       | 2     |
| Росія           | Анастасія Павлюченкова | 25       | 3     |
| Велика Британія | Джоанна Конта          | 27       | 4     |
| Бельгія         | Алісон ван Ейтванк     | 42       | 5     |
| Швеція          | Юганна Ларссон         | 48       | 6     |
| Чорногорія      | Данка Ковінич          | 50       | 7     |
| Бельгія         | Яніна Вікмаєр          | 53       | 8     |

- 1 Рейтинг подано станом на 15 лютого 2016.

### Інші учасниці
Нижче наведено учасниць, які отримали вайлд-кард на участь в основній сітці:
- Наомі Осака
- Вікторія Родрігес
- Ана Софія Санчес

Учасниці, що потрапили до основної сітки як особливий виняток:
- Шелбі Роджерс

Нижче наведено гравчинь, які пробились в основну сітку через стадію кваліфікації:
- Кікі Бертенс
- Луїза Чиріко
- Саманта Кроуфорд
- Юлія Глушко
- Уршуля Радванська
- Марія Саккарі

### Знялись з турніру
До початку турніру
- Александра Дулгеру → її замінила  Лурдес Домінгес Ліно
- Медісон Кіз → її замінила  Анетт Контавейт
- Карін Кнапп → її замінила  Лара Арруабаррена
- Магдалена Рибарикова → її замінила  Моніка Пуїг

Під час турніру
- Вікторія Азаренко (травма лівого зап'ястка)

### Завершили кар'єру
- Уршуля Радванська (травма лівої щиколотки)

## Учасниці основної сітки в парному розряді

### Сіяні пари
| Країна          | Гравчиня                | Країна          | Гравчиня                 | Рейтинг1 | Сіяна |
| --------------- | ----------------------- | --------------- | ------------------------ | -------- | ----- |
| Іспанія         | Анабель Медіна Гаррігес | Іспанія         | Аранча Парра Сантонха    | 69       | 1     |
| Нідерланди      | Кікі Бертенс            | Швеція          | Юганна Ларссон           | 103      | 2     |
| Іспанія         | Лара Арруабаррена       | Бразилія        | Паула Крістіна Гонсалвеш | 132      | 3     |
| Велика Британія | Джоселін Рей            | Велика Британія | Анна Сміт                | 136      | 4     |

- 1 Рейтинг подано станом на 15 лютого 2016.

### Інші учасниці
Нижче наведено учасниць, які отримали вайлд-кард на участь в основній сітці:
- Анастасія Павлюченкова /  Яніна Вікмаєр
- Вікторія Родрігес /  Рената Сарасуа

Наведені нижче пари отримали місце як заміна:
- Юлія Глушко /  Ребекка Петерсон

### Відмовились від участі
До початку турніру
- Марія-Тереса Торро-Флор (травма правого ребра)

## Переможці та фіналісти

### Чоловіки. Одиночний розряд
- Домінік Тім —  Бернард Томіч, 7–6(8–6), 4–6, 6–3

### Одиночний розряд. Жінки
- Слоун Стівенс —  Домініка Цібулкова, 6–4, 4–6, 7–6(7–5)

### Парний розряд. Чоловіки
- Трет Х'юї /  Макс Мирний —  Філіпп Пецшнер /  Александер Пея, 7–6(7–5), 6–3

### Парний розряд. Жінки
- Анабель Медіна Гаррігес /  Аранча Парра Сантонха —  Кікі Бертенс /  Юганна Ларссон, 6–0, 6–4